# Rezerwat przyrody Źródliskowa Skarpa Jeziora Dołgie
Rezerwat przyrody Źródliskowa Skarpa Jeziora Dołgie – rezerwat leśny rezerwat przyrody położony na terenie gminy Banie w powiecie gryfińskim (województwo zachodniopomorskie).

## Powołanie
Obszar chroniony utworzony został 24 grudnia 2024 r. na podstawie Zarządzenia Regionalnego Dyrektora Ochrony Środowiska w Szczecinie z dnia 9 grudnia 2024 r. w sprawie uznania za rezerwat przyrody „Źródliskowa Skarpa Jeziora Dołgie” (Dz. Urz. Woj. Zachodniopomorskiego z 2024 r., poz. 6027). Powstał w ramach inicjatywy „100 rezerwatów na 100-lecie Lasów Państwowych”, jego utworzenie postulował Klub Przyrodników. Organizacje społeczne wnosiły o poszerzenie granic rezerwatu w kierunku południowym, wskazując na szerszy zasięg terytorialny źródlisk, jednak ich uwag nie uwzględniono.

## Położenie
Rezerwat ma 19,65 ha powierzchni, a jego otulina – 12,78 ha. Obszar chroniony znajduje się w obrębie ewidencyjnym Swobnica, w pobliżu zabudowań osady Długie. Obejmuje południowo-wschodni zalesiony brzeg Jeziora Dołgie. Pod kątem podziału lasów podlega pod leśnictwo Góralice nadleśnictwa Myślibórz (Regionalna Dyrekcja Lasów Państwowych w Szczecinie). Położony jest w mezoregionie Pojezierze Myśliborskie. W całości leży w granicach specjalnego obszaru ochrony siedlisk sieci Natura 2000 Dolina Tywy PLH320050.

## Charakterystyka
Celem ochrony rezerwatowej jest „zachowanie mozaiki ekosystemów leśno-źródliskowych z unikatowymi torfowiskami wiszącymi na skarpie jeziora Dołgie”. Ze względu na dominujący przedmiot ochrony typ obszaru chronionego określono jako biocenotyczny i fizjocenotyczny, a podtyp – biocenoz naturalnych i półnaturalnych, natomiast ze względu na główny typ ekosystemu typ określono jako różnych ekosystemów, a podtyp – mozaiki różnych ekosystemów.
Obszar chroniony obejmuje żyzny kompleks leśny (głównie starodrzew) obejmujący fragment wzgórz morenowych, a także skarpę i brzeg Jeziora Dołgie. Ponadto występują tu wypiętrzone zboczowe torfowiska źródliskowe z licznymi trawertynami. Do najcenniejszych elementów przyrody należą wiszące źródliska, źródliskowe łęgi i olsy, dojrzałe żyzne buczyny, grądy i pozostałości torfowiska alkalicznego.
W rezerwacie zidentyfikowano 6 typów siedlisk przyrodniczych wyróżnionych w dyrektywie siedliskowej:
- 9130 żyzne buczyny (Dentario glandulosae-Fagenion, Galio odorati-Fagenion),
- 9160 grąd subatlantycki (Stellario-Carpinetum),
- 91E0 łęgi wierzbowe, topolowe, olszowe i jesionowe (Salicetum albo-fragilis, Populetum albae, Alnenion glutinoso-incanae),
- 91F0 łęgowe lasy dębowo-wiązowo-jesionowe (Ficario-Ulmetum),
- 7230 górskie i nizinne torfowiska zasadowe o charakterze młak, turzycowisk i mechowisk,
- 7220 źródliska wapienne ze zbiorowiskami Cratoneurion commutati.

Według stanu na styczeń 2025 rezerwat nie ma wyznaczonego planu ochrony ani zadań ochronnych. Do zagrożeń dla jego funkcjonowania należą zaśmiecanie brzegów jeziora przez wędkarzy, a potencjalnie susze i przybrzeżną gospodarkę leśną.